# Scapulaire (vêtement)
Pour les articles homonymes, voir scapulaire.

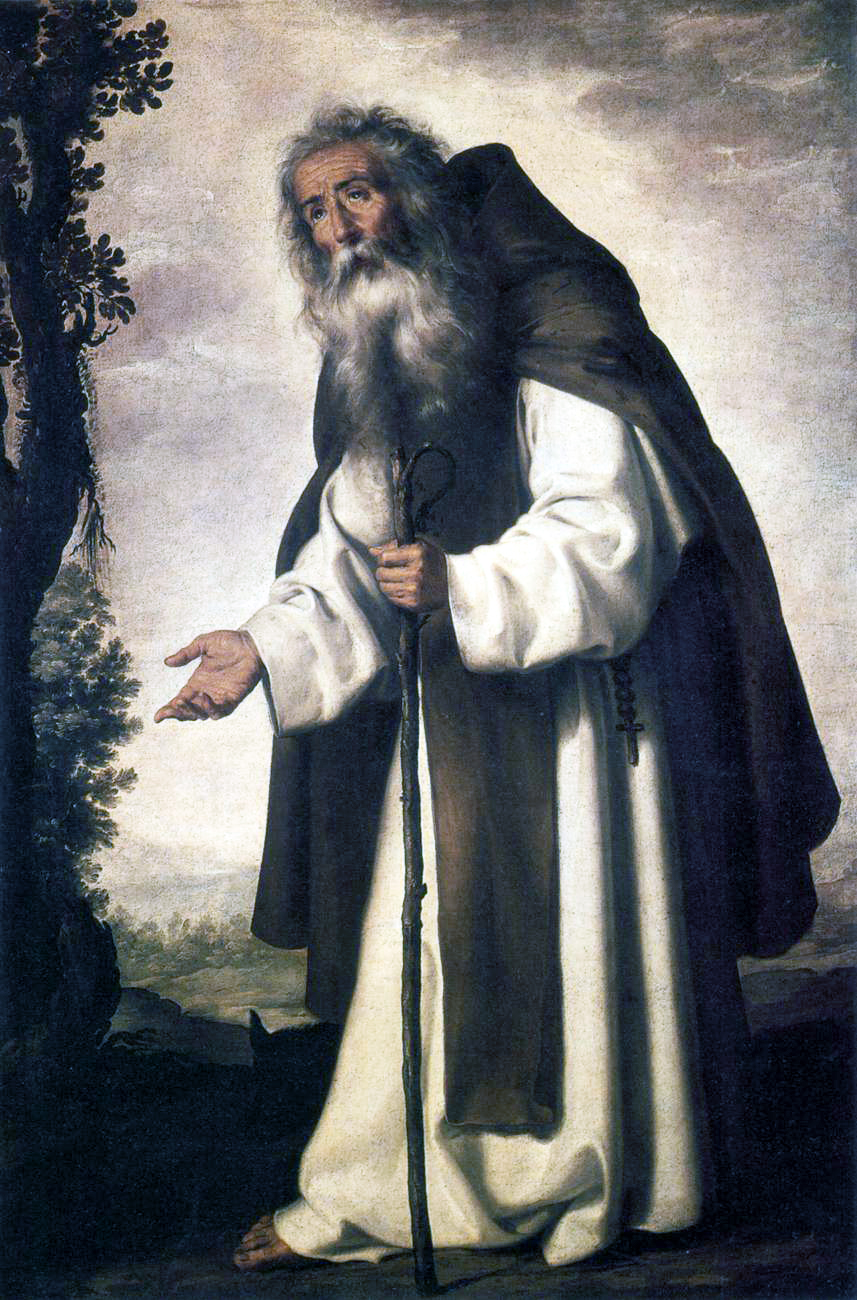
Saint Antoine le Grand peint avec le scapulaire monastique marron et un manteau.

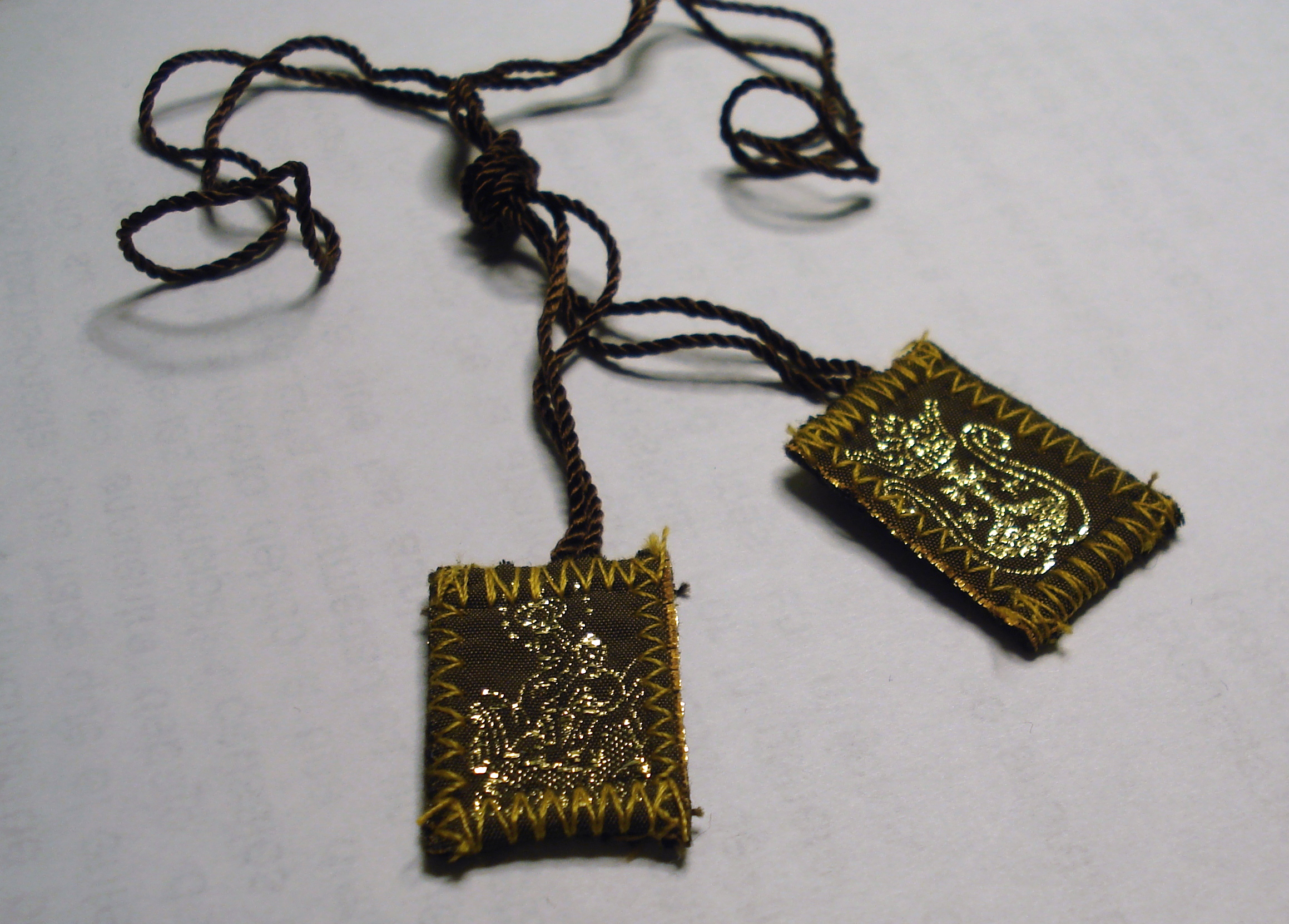
Le Scapulaire de Notre Dame du Mont-Carmel ou Scapulaire Marron, porté par les laïcs.

Le terme scapulaire (du latin scapula, épaule) désigne aujourd'hui deux sacramentaux catholiques : le scapulaire monastique et le scapulaire de dévotion, les deux étant appelés « scapulaires »,.
Le « scapulaire monastique » est apparu le premier, aux environs du VIIe siècle dans l'ordre de Saint-Benoît. Le tissu est un peu plus large que les vêtements, il est composé d'un grand morceau de tissu à l'avant et à l'arrière, joint sur les épaules par deux bandes de tissu. Il peut varier en forme, en couleur, taille et style. Les scapulaires monastiques ont pour origine les tabliers portés par les moines du Moyen Âge, et ont ensuite été étendus aux habits des membres d'organisations religieuses, ordres ou confréries. Les scapulaires monastiques font désormais partie de la tenue des moines et religieuses dans de nombreux ordres religieux, comme les Bénédictins, les Dominicains et les Carmes et Carmélites,.
Le « scapulaire de dévotion », beaucoup plus petit, a évolué à partir du scapulaire monastique. Il peut être porté par des personnes qui ne sont pas membres d'un ordre monastique. L'Église catholique le considère comme un sacramental. Il se compose généralement de deux morceaux (généralement rectangulaires) de tissu, de bois ou de papier plastifié qui peuvent porter des images ou des textes religieux. Ces deux rectangles sont joints par deux bandes de tissu : le porteur en place un sur sa poitrine, pose les liens sur chaque épaule et laisse le deuxième pendre dans son dos,.
Dans de nombreux cas, les deux rectangles du scapulaire contiennent un ensemble de promesses destinées aux fidèles qui les portent. Au cours des siècles, plusieurs papes ont approuvé certaines indulgences pour scapulaires,.

## Historique
L'origine exacte du scapulaire comme un vêtement utilitaire continue d'être débattue par les chercheurs. 
Cependant, de nombreuses sources s'accordent à dire que le scapulaire a émergé à partir d'un morceau de tissu en forme de tablier porté par les moines. L'article 55 de la règle de saint Benoît, datant du VIIe siècle, fait clairement référence à l'utilisation du scapulaire,,, 
En Occident, les éléments clés de l'habit d'un moine sont devenus par la suite la tunique, la ceinture, le scapulaire et la capuche. La tenue des religieuses inclut la tunique, le scapulaire et le voile sur la tête. Certains auteurs interprètent le scapulaire comme un tablier symbolique basé sur le fait que les moines et les religieuses, lorsqu'ils sont occupés à des travaux manuels, ont tendance à le couvrir avec un tablier de protection ou rentrer soigneusement le haut ou jeter la bande de tissu placée devant en arrière sur leur épaule pour l'empêcher de se mettre en travers

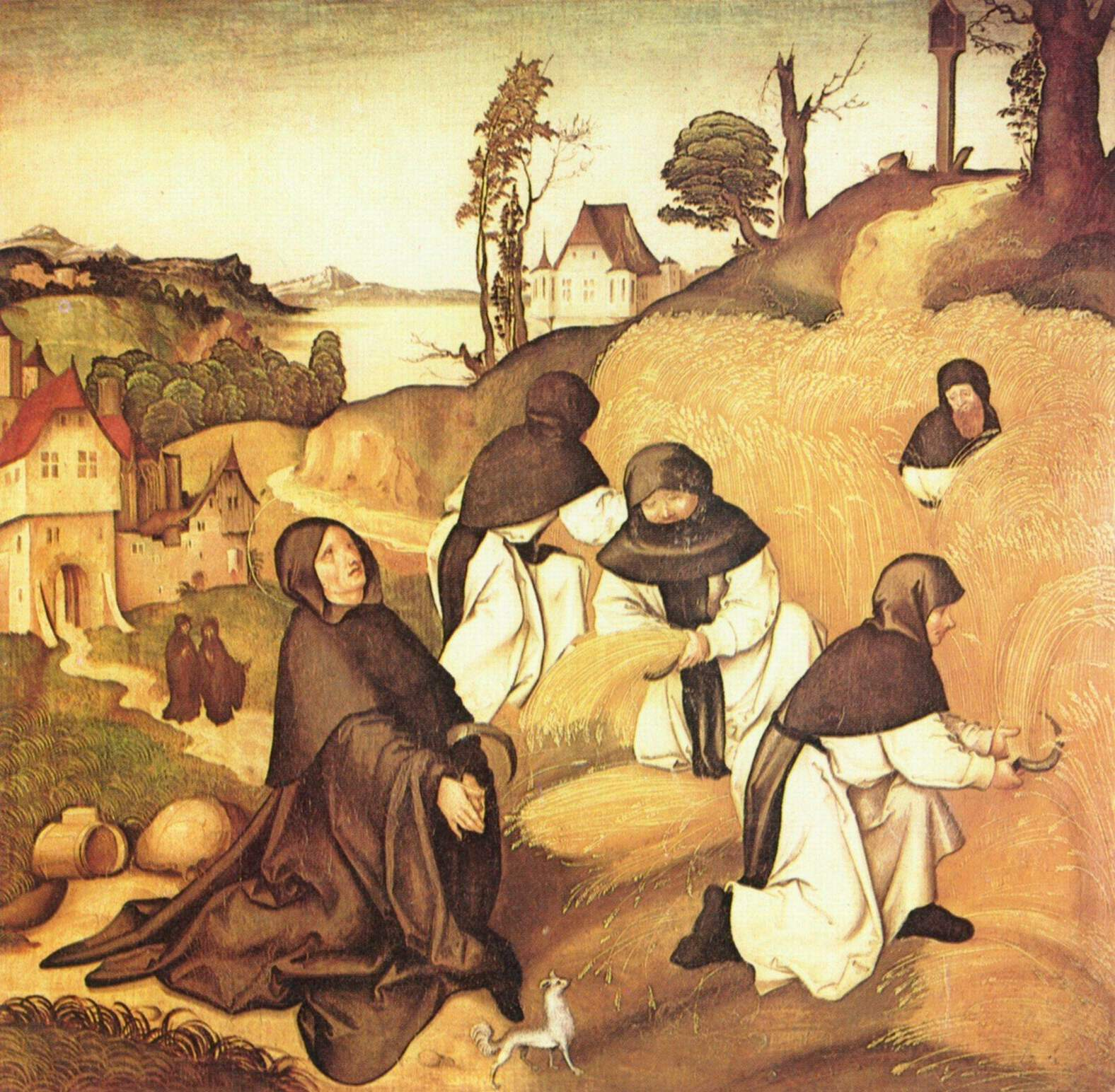
Moines cisterciens portant un scapulaire brun sur leur habit blanc, par Jörg Breu l'Ancien, v. 1500.

Le fait que certaines promesses spécifiques et indulgences étaient attachées au port du scapulaire a contribué à augmenter sa diffusion, dont la promesse que ceux qui le porteraient pieusement seraient épargnés par les feux de l'enfer. 
Une promesse du scapulaire connue historiquement, comme le Privilège Sabbatin, a été associée à une bulle papale (historiquement contestée) de Jean XXII. Elle affirme que, par son intercession spéciale, le samedi suivant leur mort, Marie viendra personnellement libérer et délivrer les âmes des fidèles du purgatoire. En 1613, l'Église interdisait la diffusion d'images et/ou de sculptures de Notre-Dame du Mont Carmel descendant dans le purgatoire, en raison d'erreurs prêchées concernant certains privilèges associés au Scapulaire (« le privilège Sabbatin » signifie « du samedi »). Cependant, ce décret ne se prononçait pas sur le fond des privilèges accordés dans la bulle papale antérieure. Par la suite, d'autres papes confirmeront ce privilège dont saint Pie X en 1910, Benoît XV en 1916 et Pie XII en 1950.
Cependant, dans le même temps, l’Église autorisait les Carmes à prêcher que les mérites et l'intercession de Marie aideraient ceux «qui ont quitté cette vie dans la charité, ont porté durant leur vie le scapulaire, ont toujours observé la chasteté, ont récité le Petit office de la Sainte Vierge ou, si elles ne peuvent pas lire, ont observé les jeûnes de l’Église et se sont abstenus de viande les mercredis et samedis. "
Aujourd'hui, les Carmes, tout en encourageant une croyance en l'aide et la prière de Marie pour leurs âmes après la mort, spécialement à ceux qui portent le Scapulaire avec dévotion, et se félicitent de la dévotion à Marie surtout la journée du samedi dans l’Église catholique, n'insistent pas trop sur le privilège Sabbatin,
Cependant, historiquement, la croyance dans le Privilège Sabbatin a eu un impact fort sur la popularité du scapulaire, et l'augmentation du nombre de Carmes. Au cours des siècles, elle a contribué à la dévotion au scapulaire au point que l'encyclopédie du Moyen Âge l'appelait "l'une des principales dévotions mariales de la chrétienté".
Les documents historiques documentent clairement la croissance de la dévotion au scapulaire pendant les XVIe siècle, XVIIe siècle et XVIIIe siècle en Europe. Le scapulaire bleu de l'Immaculée Conception, qui remonte à 1617, a finalement accordé un nombre significatif d'indulgences, et de nombreuses grâces ont été promises à ceux qui veulent honorer l'Immaculée Conception par le port du scapulaire bleu et mener une vie chaste selon leur état de vie. En 1885, le pape Léon XIII a approuvé le Scapulaire de la Sainte Face (également connu sous le nom Le Veronica) et élevé les Prêtres de la Sainte-Face à une Archiconfrérie. Il a également approuvé en 1893 le scapulaire de Notre-Dame du Bon Conseil et celui de Saint-Joseph, et le scapulaire du Sacré-Cœur en 1900.

## Les scapulaires

### Scapulaire monastique

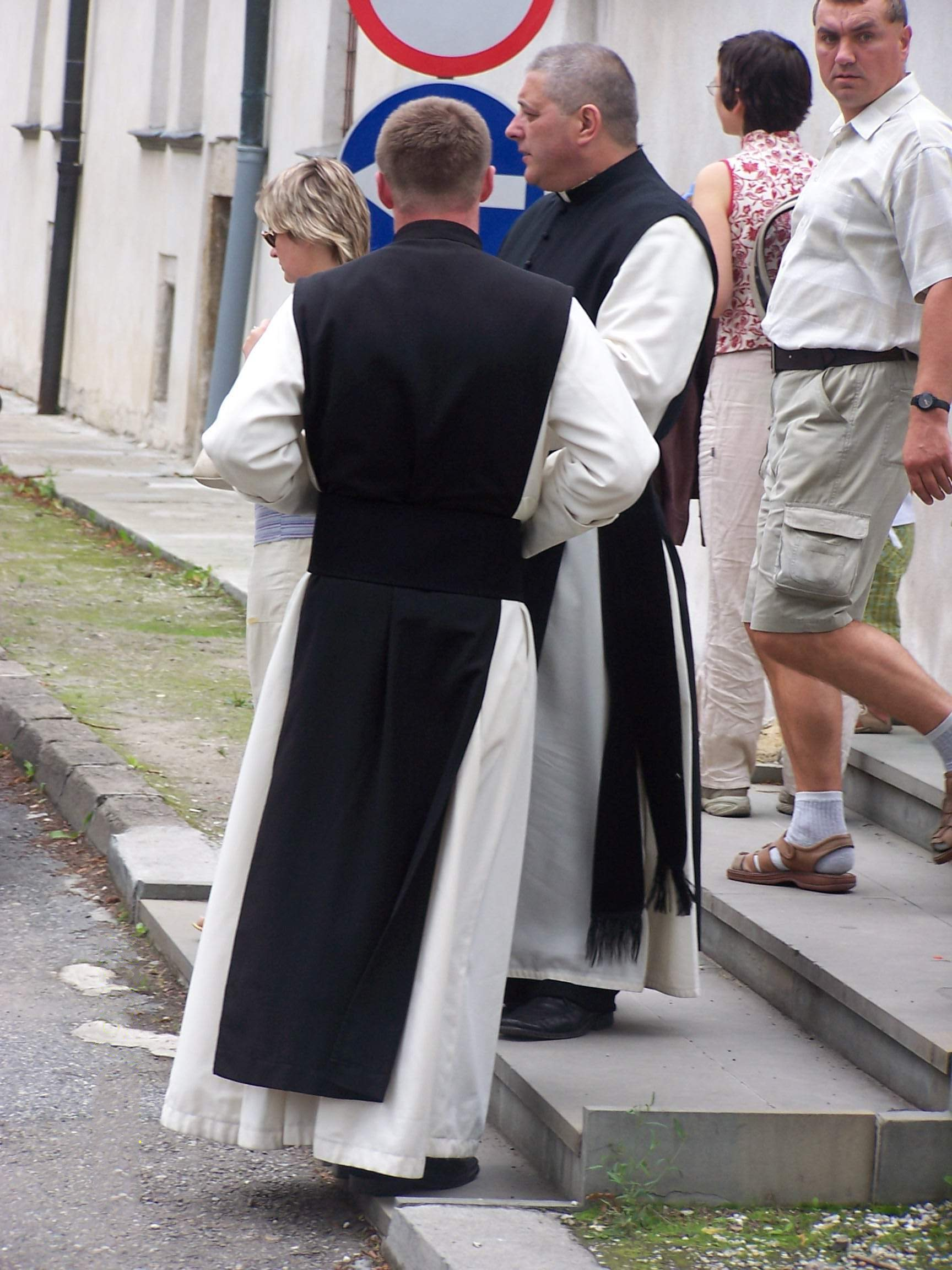
Moines cisterciens du XXIe siècle avec une tunique blanche et un scapulaire noir sans capuchon.

Aujourd'hui, le scapulaire monastique fait partie de la tenue vestimentaire de nombreux ordres religieux chrétiens, qu'ils soient masculins ou féminins. Il s'agit d'un vêtement extérieur sur la largeur de la poitrine, d'une épaule à l'autre. Il pend sur le devant et le dos presque jusqu'aux pieds, mais il est ouvert sur les côtés (il est noué par une ceinture à la taille). Il peut sembler similaire à la analavos portée dans le monachisme orthodoxe, mais il n'y est pas lié.
Le mot "Scapulaire" vient du latin scapulæ qui signifie "épaule". Mais le scapulaire monastique était parfois également dénommé scutum (c'est-à-dire bouclier) car il était posé sur la tête, et celle-ci était initialement couverte et protégée par une partie du vêtement (à partir de laquelle la capuche s'est ensuite développée). Un aspect spécifique de l'utilisation du scapulaire monastique depuis ses débuts était l'obéissance, et le terme jugum Christi, c'est-à-dire "joug du Christ" (Mt 11,29), a été utilisé pour se référer à lui. Si bien que retirer son scapulaire signifiait « renier la vie monastique embrassée, abdiquer le service de Dieu, manquer de fidélité aux engagements pris ». Par exemple, la constitution des Carmes de 1281 prescrit que le scapulaire doit être porté la nuit (au lit) sous peine de faute grave. Et la constitution de 1369 comprenait l'excommunication automatique pour un carme disant la messe sans son scapulaire,.

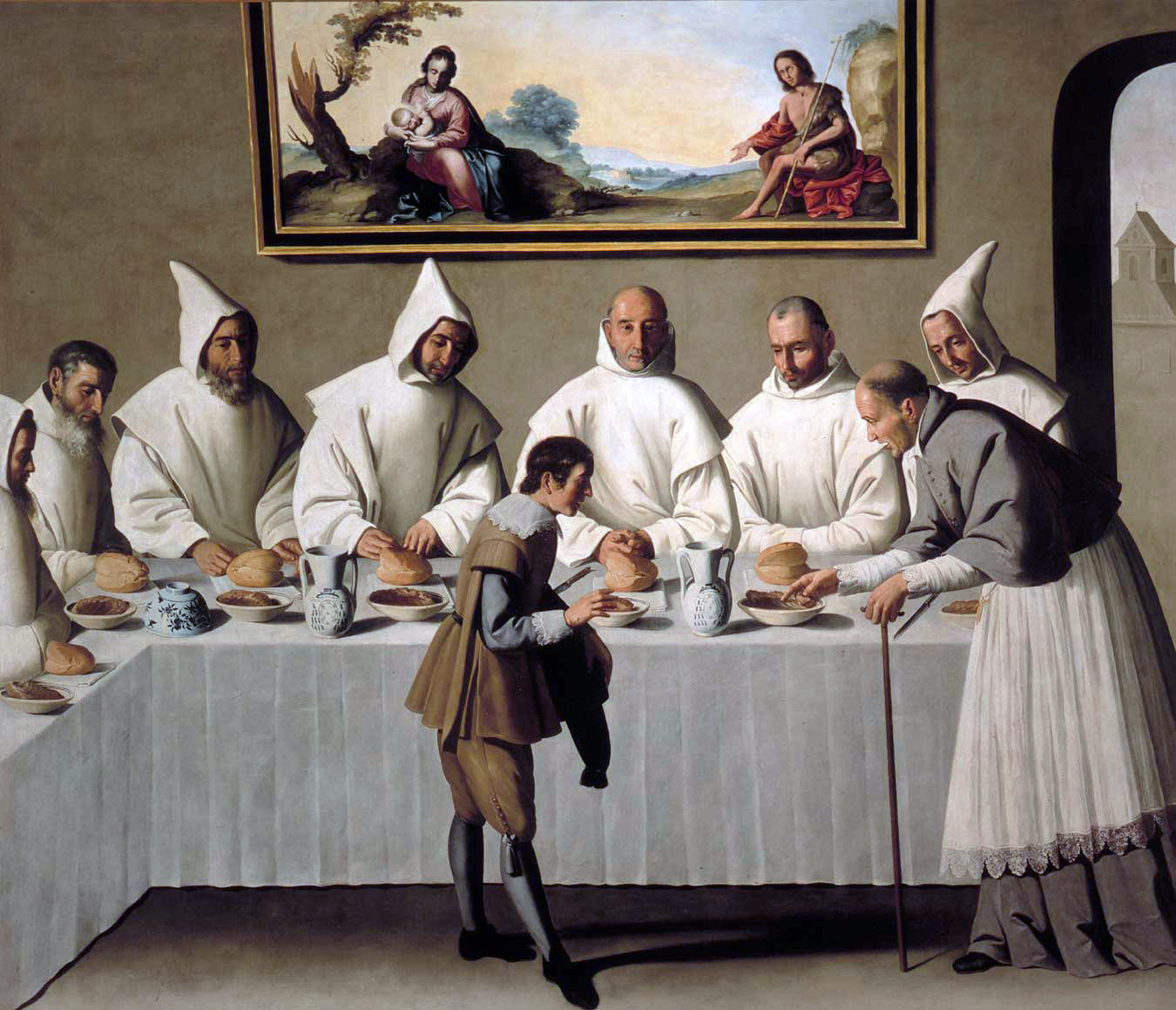
Chartreux avec un scapulaire à capuchon blanc, par Francisco de Zurbarán, 1630-1635.

Au fil des siècles, les ordres religieux ont adapté le scapulaire de base comme ils pensaient être le mieux pour eux-mêmes, à la suite de quoi nous avons maintenant plusieurs modèles différents de scapulaires en usage, que ce soit par leur couleur, leur forme ou leur longueur. Par exemple, l'ordre des dominicains et celui des Chartreux ont une capuche fixée à leur scapulaire, alors que d'autres ordres ont gardé la capuche distincte du scapulaire. Le choix de la couleur a pu changer au fil du temps, par exemple avant 1255 le scapulaire des Augustins pour les novices était noir et celui des frères laïcs était blanc, mais par la suite tous les scapulaires, sauf ceux des frères laïcs, sont devenus blancs.
Dans certains cas, le scapulaire monastique a été utilisé pour distinguer le rang du porteur au sein d'un ordre religieux. Par exemple, dans certaines pratiques monastiques byzantines il existait deux niveaux de moines ou de moniales professes : ceux du « petite habit » et ceux du « grand habit », ceux-ci, d'un rang plus élevé, n'avaient pas à faire de travail manuel. Dans ces cas, le « grand habit » était simplement distingué du « petit habit » par l'ajout d'un scapulaire décoré des instruments de la Passion.
Tout comme l'étole est devenue le vêtement marquant la charge d'un prêtre, le scapulaire monastique est devenu l'équivalent pour ceux embrassant la vie monastique. Aujourd'hui encore, un long scapulaire identifie son porteur en tant que membre d'un ordre religieux. C'est un symbole de la voie confraternelle, combinant en elle-même le principe de ora et labora (prière et de travail), et ainsi ce vêtement a ensuite été adopté par les laïcs pieux qui souhaitaient avoir un signe visible de leur dévotion.

### Les petits scapulaires non-monastiques

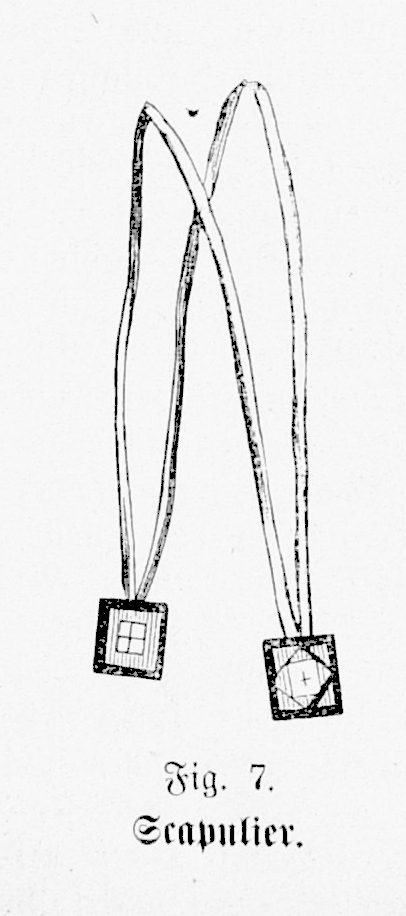
Scapulaire de dévotion, illustration de 1876.

Certains auteurs suggèrent que la tradition de porter une forme réduite d'un scapulaire non monastique a commencé au XIe siècle avec saint Pierre Damien et que le scapulaire monastique a été progressivement transformé en un vêtement qui faisait partie de l'habit des moines et religieuses en un élément sacramental, plus petit, qui exprime la dévotion par les laïcs, appelés Oblats, qui vivent dans le monde, mais qui tiennent à être affiliés à un monastère.
Durant le Moyen Âge, il est devenu courant pour les fidèles chrétiens de participer à la spiritualité des nouveaux ordres mendiants comme auxiliaires, parfois appelés Tiers-Ordres parce qu'ils ont été fondés après les premiers ordres des moines (premier ordre) et des moniales (second ordre). Bien que ces personnes (appelées tertiaires) aient été autorisées à porter « l'habit tertiaire », comme  ils n'avaient pas fait de vœux religieux, elles n'étaient généralement pas autorisées à porter le vêtement de l'ordre. Avec le temps, il a été considéré comme un grand honneur et un grand privilège de bénéficier d'un petit tissu attaché par des bandes portées sur le torse de la même manière que le scapulaire monastique complet. Des Confréries ont été formées dans lesquelles les gens se verraient accorder le port de cet objet comme une marque de leur participation aux bonnes œuvres d'un ordre particulier. Les Tertiaires Franciscains portaient, à la place du scapulaire, un petit cordon autour de la taille à l'imitation de celui porté par les frères moines.
Après les perturbations de la vie religieuse au cours de la période de la Révolution française et des invasions napoléoniennes, le port de l'habit tertiaire a été interdit. Ainsi, il est finalement devenu commun qu'une forme plus petite de scapulaire monastique soit imposée sur un laïc. Plutôt qu'une grande longueur de tissu, il se composait de deux rectangles (d'une dizaine de cm de large, et beaucoup plus grands que dans le scapulaire de dévotion moderne) de laine rejoints par des bandes ou des cordelettes. Ceux-ci sont encore portés aujourd'hui par les membres du « Tiers-Ordre » franciscains, carmes et dominicains. Afin de profiter des avantages de l'ordre, les membres doivent porter constamment ce scapulaire. Cependant, en 1883, dans ses « Constitution sur le droit du Tiers-ordre franciscain » appelé Misericors Dei Filius, le pape Léon XIII a déclaré que le port de ces scapulaires de taille moyennes du « Tiers-Ordre » ou les formes plus petites du scapulaire de dévotion accordent au porteur de gagner les mêmes indulgences associées à l'ordre.
Certains ordres religieux donnent encore une version courte (parfois appelé le « scapulaire réduit », mais cet usage est exceptionnel) de leur grand scapulaire à des laïcs qui sont spirituellement affiliés à leur ordre. Ces scapulaires courts sont conçus pour être discrets et peuvent être portés régulièrement sous les vêtements à la maison et au travail.

### Dévotions au scapulaire

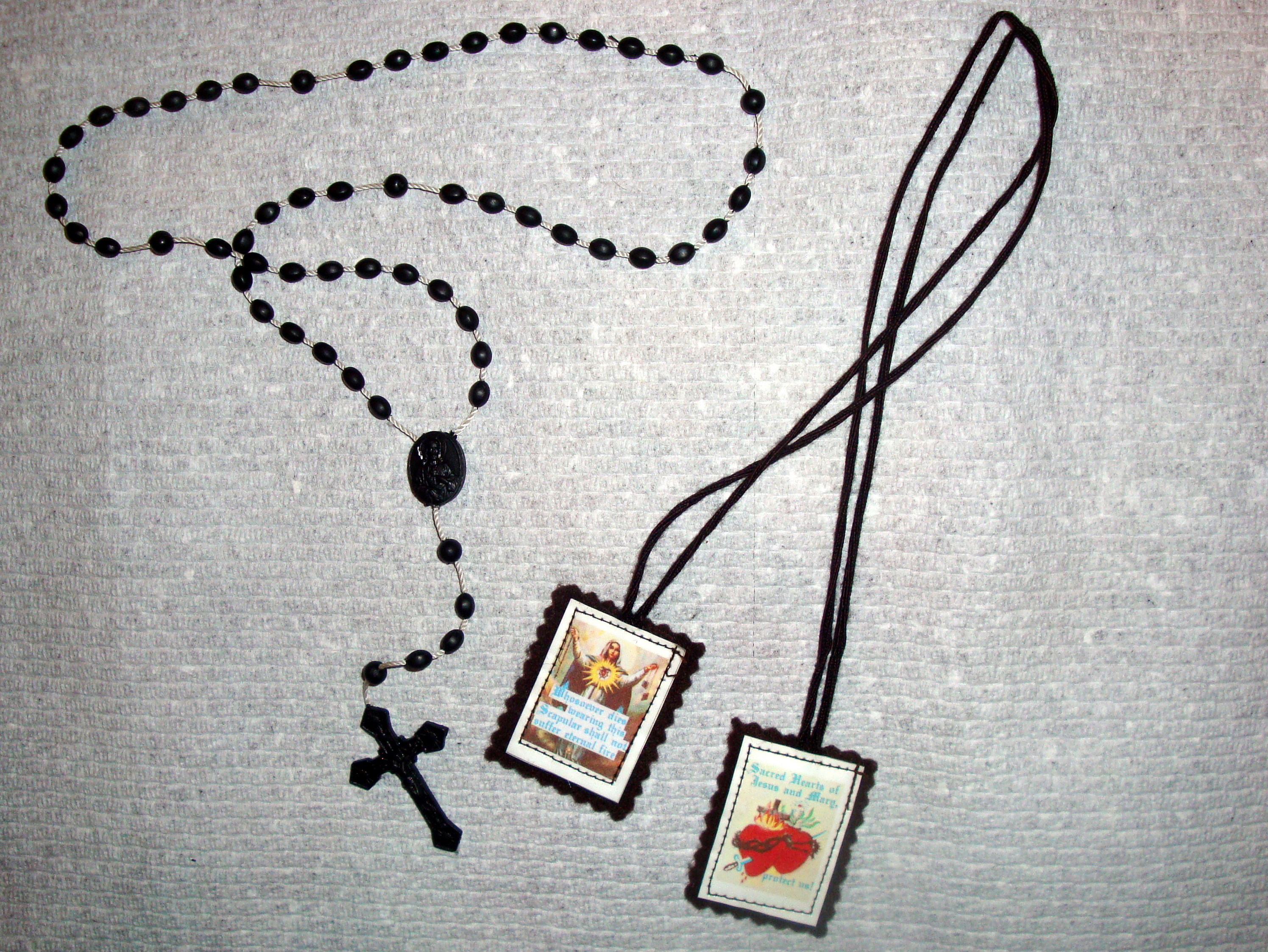
Chapelet et scapulaire.

Les scapulaires de dévotion sont sacramentaux, principalement portés par les catholiques et certains luthériens, destinés à montrer l'engagement du porteur à une confrérie, un saint ou un mode de vie, ainsi qu'à rappeler à l'utilisateur ses promesses. Certains scapulaires de dévotion portent des images, ou des versets de la bible.
Les scapulaires de dévotion sont généralement constitués de deux pièces rectangulaires de tissu en laine, ou d'autre matière, qui sont reliés par des bandes. Un rectangle pend sur la poitrine du porteur, tandis que l'autre repose sur le dos, avec les bandes passant sur les épaules. Certains scapulaires présentent des bandes supplémentaires passant sous les bras et reliant les rectangles pour les empêcher de se déplacer sous les vêtements du porteur.
Les sources de la dévotion du scapulaire peuvent être attribuées au regroupement des laïcs en confréries pour leur direction spirituelle, par laquelle les fidèles se verraient attribuer quelque insigne, ou signe d'appartenance, et de dévotion. L'image ou le message sur le scapulaire reflète généralement le but de l'ordre, la tradition de l'ordre ou la dévotion favorite. La dévotion du scapulaire, et les indulgences qui y sont attachées, a augmenté avec la croissance des confréries catholiques au cours des XVIIe siècle et XVIIIe siècle. En 1611, la confrérie de l'ordre des Servites de Marie leur scapulaire noire des Sept Douleurs de Marie a reçu des indulgences du pape Paul V.
Au début du XXe siècle, la dévotion du scapulaire avait acquis une si forte popularité parmi les catholiques à travers le monde que la Catholic Encyclopedia de 1914 a déclaré: « Comme le Rosaire, le Scapulaire est devenu l'insigne de la dévotion catholique. ". En 1917 lors des apparitions de Notre-Dame de Fátima la Vierge Marie est dite être apparue « avec un chapelet dans une main et un scapulaire dans l'autre ». Lúcia de Jesus dos Santos (l'un des trois enfants visionnaires Fatima) a déclaré que la Vierge Marie lui a dit: « Le Rosaire et le Scapulaire sont inséparables »,,. Aux États-Unis le "Scapular Magazine" a aidé à inciter un million d'Américains à prier le Rosaire sur la base des messages de Fatima. La dévotion au Rosaire et au scapulaire continue au XXIe siècle.
Bien qu'un certain nombre de scapulaires (par exemple le Scapulaire de la Sainte Face, aussi connu comme Le Veronica) soient des scapulaires entièrement christocentriques, les plus répandus, tels que le Scapulaire Brun de Notre-Dame du Mont-Carmel et le scapulaire bleu de l'Immaculée Conception se rapportent à une dévotion et consécration mariale. Les enseignements officiels de l'Église catholique indiquent que le Scapulaire du Mont Carmel est l'une des dévotions mariales les plus recommandées. Cela a été le cas à travers les siècles, et plus récemment avec les papes, y compris Pie XII, Paul VI ou Jean-Paul II, qui a déclaré qu'il a reçu son premier Scapulaire du Mont Carmel à âge de dix ans lorsque sa dévotion mariale prenait forme et il a continué à le porter durant son pontificat.

### Types de scapulaires

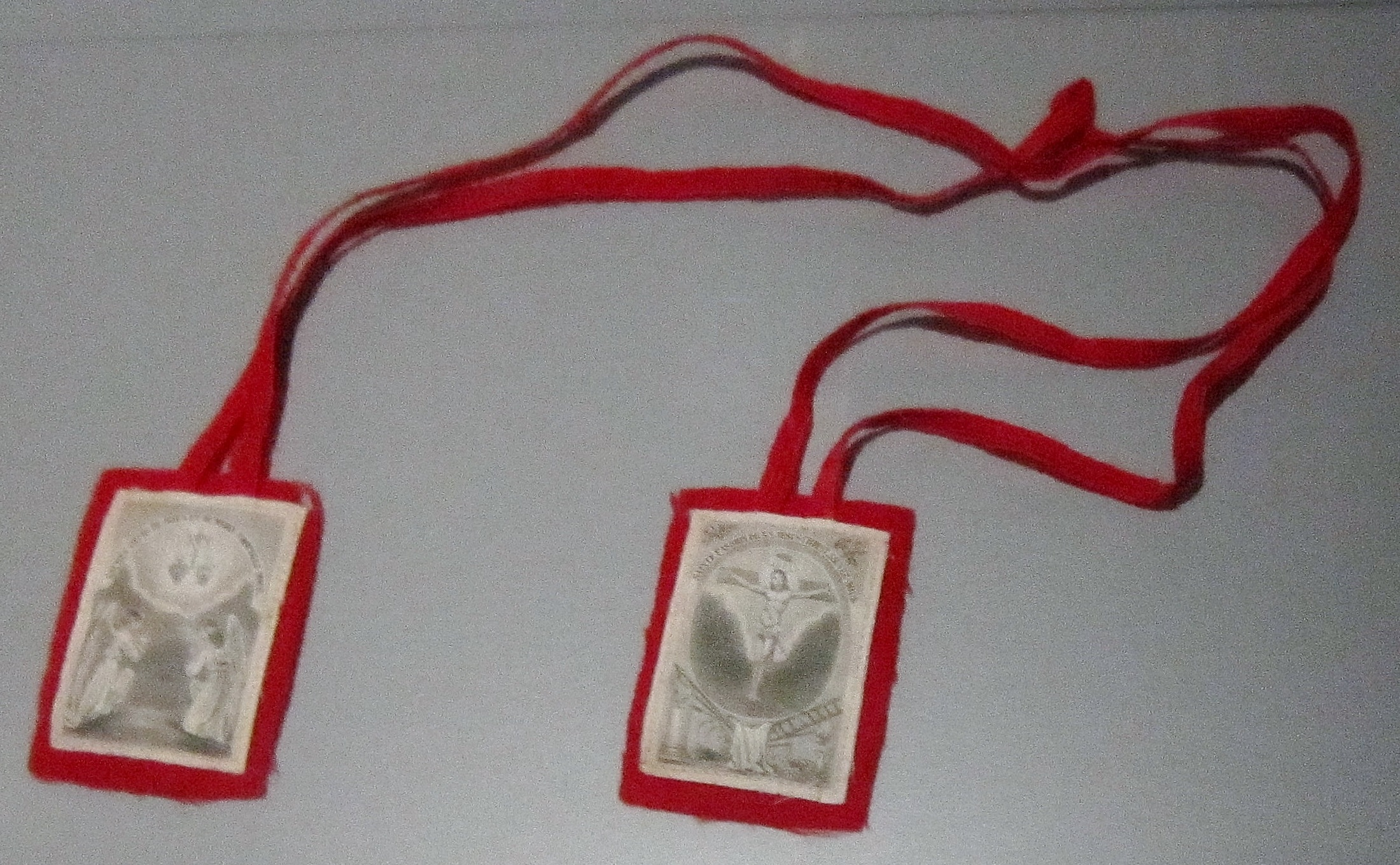
Scapulaire du Cœur de Jésus (Musée de Bretagne, Rennes).

La Catholic Encyclopedia référence 18 scapulaires de dévotion approuvés par l’Église :
1. Le scapulaire blanc de la Trinité des Trinitaires (1193)
2. Le scapulaire blanc de Notre-Dame de la Merci des Mercédaires (1218)
3. Le scapulaire de Notre-Dame du Mont-Carmel des Carmes (1250)
4. Le scapulaire noir des sept Douleurs des Servites de Marie (1255)
5. Le scapulaire bleu de l’Immaculée Conception des Théatins (1617)
6. Le scapulaire noir de la Passion des Passionistes (1720)
7. Le scapulaire rouge de la Passion des Lazaristes (1846)
8. Le scapulaire du Précieux Sang lié à l'archiconfrérie du Précieux-Sang (1850)
9. Le scapulaire de Notre-Dame salut des malades des Camiliens (1860)
10. Le scapulaire du Cœur Immaculé de Marie des Fils du Cœur Immaculé de Marie (1877)
11. Le scapulaire de saint Michel Archange lié à l'Archiconfrérie de saint Michel de Rome (1880)
12. Le scapulaire de saint Benoît des Bénédictins (1882)
13. Le scapulaire de la sainte Face associé à l'archiconfrérie de la sainte Face de Tours (1885)
14. Le scapulaire de Notre-Dame du Bon Conseil des Augustins (1893)
15. Le scapulaire de Saint Joseph des Frères mineurs capucins (1898)
16. Le scapulaire du Sacré-Cœur lié au sanctuaire de Notre-Dame de Pellevoisin (1900)
17. Le scapulaire des Sacrés-Cœurs de Jésus et Marie des Filles du Cœur de Jésus (1901)
18. Le scapulaire de saint Dominique des Dominicains (1903)

De tous les types de scapulaires reconnus par l’Église, le plus connu, et peut-être le plus populaire, est le scapulaire de Notre-Dame du Mont-Carmel, parfois appelé le Scapulaire Brun en raison de la couleur de son tissu. Le port du scapulaire de dévotion a été considéré comme une méditation constante par Mgr Leo De Goesbriand:

« Où que je sois, quoi que je fasse, Marie ne me voit pas sans voir sur mon corps une preuve de mon dévouement pour elle. »

D'un point de vue spirituel, le Père Étienne Richer affirme que la dévotion du scapulaire est l'un des principaux sacramentaux  de l'Église catholique qui harmonise, avec la liturgie, dans un processus méditatif.